# Museo villa Bassi Rathgeb
Il Museo Villa Bassi Rathgeb è il museo civico della città di Abano Terme. La nascita dell'istituto museale si deve alla donazione della raccolta d'arte del bergamasco Roberto Bassi Rathgeb, avvenuta nel 1972. Ha sede nella cinquecentesca villa veneta, affrescata al suo interno, fatta edificare, tra il 1566 e il 1576, dal medico di origini cremasche Giovanni Antonio Secco.

## L'istituzione
Il museo è stato inaugurato e aperto al pubblico nel dicembre 2018, con la denominazione di Museo Villa Bassi Rathgeb. Si compone della collezione permanente di dipinti, sculture, disegni e stampe, mobili e arredi, armi e armature, donata al Comune di Abano Terme dalla vedova di Roberto Bassi Rathgeb, Isabella Hübsch, nel 1972 e nel 1980, e dalla stessa villa veneta il cui piano nobile è ricco di affreschi a tema mitologico e biblico, eseguiti nel Cinquecento e Seicento. Altri ambienti invece ancora conservano i fini stucchi policromi eseguiti nel corso del Settecento. 

## La villa veneta
L'edificio fu edificato per volontà del medico cremasco Giovanni Antonio Secco, a partire da una preesistente costruzione rurale. In quegli anni Abano era già conosciuta come località dedita alla cure termali e lo stesso medico studiò e scrisse sull'argomento. La villa si componeva di due piani, dalla loggia a tre fornici tuttora visibile e da due torri poste alle estremità laterali, oltre ai locali di servizio collegati alla casa. Dinanzi al fabbricato era già presente, come oggi, un giardino, mentre alle spalle vi erano gli orti e il brolo. Nel corso dei decenni in cui la famiglia Secco fu proprietaria furono eseguite le decorazioni ad affresco del salone e delle sale laterali, con soggetti mitologici tratti dalle Metamorfosi di Ovidio e biblici, tratti dalla Genesi. 
Nel 1769 la villa passò ai fratelli Giovanni Antonio e Francesco della famiglia Dondi dall’Orologio, i quali adeguarono l’edificio al gusto dell’epoca, sia dal punto di vista architettonico che decorativo. Furono realizzati in questa fase gli stucchi policromi che comportarono parzialmente il sacrificio del ciclo di affreschi.
Dai Dondi la villa passò nel 1792 alla famiglia Camposampiero e in seguito agli Zasio, originari di Feltre, che la mantennero fino agli anni settanta del Novecento. L’immobile fu acquisito dal Comune di Abano Terme nel 1979 e individuato come sede della collezione donata in quegli anni da Roberto Bassi Rathgeb. 

## La collezione Bassi Rathgeb
L'origine della raccolta si deve ad Alberto Rathgeb, facoltoso commerciante svizzero che si stabilì a Bergamo dal 1882. Acquistato Palazzo Bassi Rathgeb, raccolse numerosi dipinti, sculture, armi, reperti archeologici e naturalistici, secondo il gusto enciclopedico tipico del collezionismo ottocentesco. La sua quadreria presentava opere con attribuzioni altisonanti a Raffaello, Bronzino, Giorgione, Tiziano, Correggio, Rubens e Murillo. Negli ultimi anni di vita adottò il musicista bergamasco Giuseppe Bassi, in favore del quale alienò una parte della collezione. Una seconda parte fu messa in vendita direttamente dal figlio adottivo nel 1899. Delle poche opere rimaste del nucleo originario rimane un grande dipinto del ritrattista lombardo Cesare Tallone. In seguito alla morte di Giuseppe il palazzo e le raccolte passarono al figlio Roberto Bassi Rathgeb, fisico con una grande passione verso la medicina e soprattutto la storia dell'arte. Fu un assiduo frequentatore di musei, collezioni private e mercati di antiquariato, divenendo esso stesso un grande acquirente. I suoi interessi vertevano sul Rinascimento lombardo e sui vedutisti e paesaggisti del Settecento e dell'Ottocento. Entrarono così a far parte della nuova collezione opere di Moretto da Brescia, Giovan Battista Moroni, Giovanni Cariani, nonché di Alessandro Magnasco, Fra Galgario, Giacomo Ceruti, Pietro e Alessandro Longhi. 
Negli ultimi anni di vita Roberto Bassi Rathgeb soggiornò ripetutamente ad Abano Terme per motivi di salute. In seguito alla sua morte, avvenuta nel 1972, la vedova Isabella Hübsch donò, in due diversi momenti, al Comune l'intera collezione, compresa la raccolta di miniature, disegni e stampe, con opere di Bernardino Campi, Giandomenico Tiepolo, Giacomo Quarenghi e Francesco Hayez. 
Dal momento della sua donazione parti della collezione furono esposte a rotazione presso diversi sedi ad Abano, fino al 1996, quando venne stabilita temporaneamente in uno dei due padiglioni sul colle del Montirone, nel centro termale. Conclusi i lunghi lavori di restauro e di adeguamento museale della cinquecentesca villa veneta, la collezione venne quindi definitivamente qui trasferita nel 2018.